# Chrząstawa Mała
Chrząstawa Mała (niem. Marienkranst, 1937–1945 Marienwald) – wieś w Polsce położona w województwie dolnośląskim, w powiecie wrocławskim, w gminie Czernica, jako jedna z 13 miejscowości wchodzących w skład  administracyjny gminy Czernica.
W latach 1975–1998 miejscowość administracyjnie należała do województwa wrocławskiego.

## Ludność
Liczba ludności zameldowanych na pobyt stały w Chrząstawie Małej, wg stanu na 31 grudnia i w poszczególnych ostatnich latach wynosiła:
- rok 2020: 1 269 osób
- rok 2021: 1 343 osób
- rok 2022: 1 538 osób, co stanowi ok. 8,5% struktury mieszkańców Gminy Czernica.

Zakłada się, iż drugie tyle osób zamieszkuje miejscowość bez zameldowania.

## Historia
Pierwsza wzmianka o miejscowości znajduje się w łacińskim dokumencie z 1250 roku wydanym przez papieża Innocentego IV w Lyonie, gdzie wieś zanotowana została w zlatynizowanej, staropolskiej formie „Chranstava”. Nazwa została zgermanizowana przez Niemców na Marienkranst.

## Położenie
Wieś położona w Gminie Czernica przy drodze powiatowej Wrocław – Chrząstawa Wielka, na pograniczu Równiny Oleśnickiej, w środkowej części Niziny Śląskiej i mezoregionie Równiny Wrocławskiej na wysokości 120,6 – 125,4 m n.p.m. Wieś powstała w typie ulicówki.

## Stanowiska archeologiczne
Pierwsze ślady osadnictwa pochodzą z ok. 1450 r. p.n.e. W źródłach pisanych wieś pojawia się 12 lutego 1250 r., kiedy książę śląski Henryk III Biały sprzedaje wieś zakonowi Kanoników Regularnych (Zakonu Augustianów na Piasku we Wrocławiu). Nazwa niemiecka Marienwald. Pochodzenie nazwy wsi budzi kontrowersje specjalistów. Najbardziej prawdopodobnym wydaje się być pochodzenie od nazwy rzeki oddzielającej Chrząstawę Małą od Chrząstawy Wielkiej (obecnie noszącej nazwę Graniczna), która w przeszłości mogła nosić nazwę Chrząstawa, a ta nosi nazwę od rodzaju skrzypu (chrzonst) porastającego rzekę. Nazwa w ciągu wieków ewaluowała i w źródłach pojawia się w kilku wersjach. W 1250 r. występuje jako Chranstava, w 1259 r. i 1291 r. Cranstava, w 1293 r. Cranstova, w 1353 r. Cransto, w 1360 r. Kranstow, w 1372 r. Cranstana, w 1540 r. Cranst, w 1630 r. Klaren Kranst, w 1651 r. Margenkrans, 1667 r. Margenkrant, w 1795 r. Marien Cranst, w 1845 r. Mariencranst. 27 lutego 1937 r. nazwę zmieniono na Marienwald, zacierając słowiańskie brzmienie.
W Polsce Ludowej wieś nazywała się Chrząstowa Mała, w 2000 r. zmieniono nazwę na Chrząstawa Mała.

## Właściciele
W rękach Zakonu Augustianów była do 1810 r., czyli do sekularyzacji zakonu. Część wsi była w rękach prywatnych. W 1342 r. wzmiankowany jest Hoyger Pretwicz  38 (Prittwitz), który kupuje dwór z 2 łanami i owczarnię z 150 owcami. Pierwszy z imienia znany chrząstawianin to sołtys wsi Cranstoua Jacuschius (6 stycznia 1359 r. i 12 marca 1360 r.), który był świadkiem sprzedaży młyna klarysek i współpracował w lokacjach i transakcjach klasztoru św. Klary. Wieś częściowo zniszczona w czasie najazdu husyckiego Prokopa Wielkiego w 1428 r. na Śląsk oraz w czasie wyprawy polskiego króla Władysława III Warneńczyka w 1438 r., który próbował osadzić na tronie czeskim swego brata Kazimierza (późniejszego króla Polski). Chrząstawa występuje wówczas jako allodium.

## Parafia
Ludność przynależała do parafii rzymskokatolickiej powstałej w Gajkowie (1276 r.). W okresie reformacji luteranie uczęszczali do pobliskich Laskowic (1523 r.). W 1689 r. 1/3 wsi była wyznania katolickiego. W połowie XIX wieku w sąsiednich miejscowościach oddano do użytku nowe kościoły: protestancki w Nadolicach Wielkich, gdzie ustanowiono parafię ewangelicką (1861 r.) oraz katolicką świątynię w Chrząstawie Wielkiej (parafia powstała w 1887 r.), do której uczęszczali mieszkańcy Chrząstawy Małej. W 1830 r. zamieszkiwało Chrząstawę Małą 198 katolików i 82 ewangelików, w 1845 r. – 222 katolików i 139 ewangelików, w 1905 r. – 223 katolików i 199 ewangelików. Szkoła. Dzieci uczęszczały do szkół katolickiej i protestanckiej w Chrząstawie Wielkiej.

## Zakłady rzemieślnicze, usługowe i rolnictwo
W połowie XVII w. w miejscowej karczmie prowadzono wyszynk piwa klasztoru NMP na Piasku. W połowie XIX w. funkcjonował folwark i tłocznia oleju. Na rozwój gospodarczy wpłynęło otwarcie w 1912 r. linii kolejowej z Wrocławia, którą transportowano płody rolne. Od 1940 r. działała także linia autobusowa Wrocław – Chrząstawa Mała. W przeszłości gospodarka oparta była na rolnictwie. Wieś w 1795 r. stanowiło: 1 folwark klasztorny i 44 gospodarstw, w 1830 r. – 43 gospodarstwa, w 1845 r. – 50 gospodarstw, areał 1079 ha. Wieś ma charakter rolniczy, lecz jakość gleb jest bardzo słaba, toteż częstym zjawiskiem były w końcu XX wieku wyjazdy mieszkańców głównie do Niemiec do prac sezonowych w rolnictwie.

## Liczba ludności i infrastruktura
Liczba ludności z 294 osób  (1795 r.) powoli wzrosła i w połowie XIX w. (w 1845 r.) wynosiła 363 osoby, a końcem wieku (1898 r.) 436 osób, przed II wojną światową osiągnęła 451 osób (1939 r.). W czasie II wojny światowej lekko spadła – 444 osoby (1942 r.). Obecnie liczba ludności Chrząstawy Małej wzrasta intensywnie dzięki dynamicznemu rozwojowi budownictwa jednorodzinnego. Wieś zwodociągowana i wyposażona w sieć światłowodową na początku lat 90. XX w.
W 2004 r. liczba ludności wynosiła 688 osób, w 2010 r. – 879.  Obecnie na dzień 31.12.2022 roku liczba mieszkańców liczy 1 538 osób.
Nastąpił także wzrost ilości podmiotów gospodarczych i drobnych przedsiębiorstw, powstały mniejsze zakłady pracy np. tartaki, zakłady budowlane i restauracje. Z ważniejszych zabytków należy wspomnieć odrestaurowany zajazd, obecnie restaurację Pod Czarnym Kurem z początków XX w.

## Gospodarka
Od marca 2012 roku w miejscowości działa rzemieślniczy, restauracyjny Browar Widawa, wybrany mikrobrowarem roku 2012 w plebiscycie Bractwa Piwnego.

## Sport
Swoją siedzibę ma tu Ludowy Zespół Sportowy Czarni Chrząstawa, założony w roku 1962. Posiada stadion o pojemności 500 miejsc (w tym: 50 miejsc siedzących). Drużyna przez 3 sezony (2005/2006, 2008/2009 i 2009/2010) współzawodniczyła w rozgrywkach A-klasy, grupa: Wrocław III. Największym sukcesem zespołu było zajęcie 9. lokaty w sezonie 2008/2009. Od sezonu 2010/2011 klub gra w B-klasie, grupa: Wrocław VIII (od sezonu 2015/2016 w grupie: Wrocław VII) Od sezonu 2020/2021 klub ponownie gra w A-klasie, grupa Wrocław III.